# Шеринг, Арнольд
Карл Дитрих Арнольд Шеринг (нем. Karl Dietrich Arnold Schering; 2 апреля 1877, Бреслау — 7 марта 1941, Берлин) — немецкий музыковед.

## Биография
Карл Дитрих Арнольд Шеринг родился в семье издателя. Детство и юность провёл в Дрездене, где окончил школу и учился игре на скрипке. В 1896 поступил в Берлинскую высшую школу музыки по классу скрипки. Ученик Йозефа Иоахима.
В 1898—1902 гг. изучал музыковедение в Берлине и Лейпциге. В 1902 г. в Лейпцигском университете защитил докторскую диссертацию «История инструментального концерта до Антонио Вивальди» (нем. Geschichte des Instrumentalkonzertes bis Antonio Vivaldi); опубликовал её в Лейпциге в виде монографии в 1905 г. В 1903—1906 гг. был одним из соредакторов «Новой музыкальной газеты». В 1907 г. защитил (также в Лейпцигском университете) профессорскую диссертацию «Происхождение оратории» (нем. Die Anfänge des Oratoriums), расширенную её версию опубликовал в 1911 г. под названием «История оратории». С 1909 преподавал в Лейпцигской консерватории.
В 1915 был назначен профессором истории и эстетики музыки Лейпцигского университета. С 1920 по 1928 — профессор музыковедения Университета Галле, затем с 1928 — профессор Берлинского университета.
После прихода нацистов к власти был членом национал-социалистического союза учителей и Большого совета Имперской палаты музыки. До 1936 г. президент Немецкого общества музыковедения. На протяжении 1930-х гг. опубликовал ряд работ, посвящённых символическому толкованию музыки Бетховена как квинтэссенции немецкого национального духа.
Большое место в наследии Шеринга отведено исследованиям старинной музыки, особенно И.С. Баха. Его монография «Исполнительская практика старинной музыки» (1931) содержит гипотезы и аргументы, актуальные для аутентичного исполнительства вплоть до наших дней.

## Избранные научные труды
- Die Geschichte des Oratoriums (Leipzig, 1911)
- Die niederländische Orgelmesse im Zeitalter des Josquin (Leipzig, 1912)
- Studien zur Musikgeschichte der Frührenaissance (Leipzig, 1914)
- Tabellen der Musikgeschichte (Leipzig, 1914; рус. перевод 1924)
- Deutsche Musikgeschichte im Umriß (Leipzig, 1917)
- Beethoven and der deutsche Idealismus (Leipzig, 1921)
- Die metrisch-rhythmische Grundgestalt unserer Choralmelodien (Halle, 1924)
- Geschichte der Musik in Beispielen (Leipzig, 1931)
- Aufführungspraxis alter Musik (Leipzig, 1931)
- Beethoven in neuer Deutung (Leipzig, 1934)
- Beethoven und die Dichtung (Berlin, 1936)
- Das Symbol in der Musik (Leipzig, 1941)
- J.S. Bach und das Musikleben Leipzigs im 18. Jahrhundert (Leipzig, 1941)
- Über Kantaten Johann Sebastian Bachs (Leipzig, 1942)